# Rockport, Indiana
Rockport este o localitate, municipalitate și sediul comitatului, Spencer, statul Indiana, Statele Unite ale Americii.
1. ↑  2010 U.S. Gazetteer Files, accesat în 9 iulie 2020